# Wolt
Wolt (V) – jednostka potencjału elektrycznego, napięcia elektrycznego i siły elektromotorycznej, używana w układach jednostek miar SI, MKS i MKSA.

## Definicja
1 wolt (1 V) jest różnicą potencjałów elektrycznych pomiędzy dwoma punktami przewodu liniowego, w którym płynie niezmieniający się prąd o natężeniu jednego ampera (1 A), zaś moc pobierana pomiędzy tymi punktami jest równa jednemu watowi (1 W), czyli:
{\displaystyle \mathrm {1\,V={\frac {1\,W}{1\,A}}={\frac {1\,J}{1\,C}}=1\,{\frac {kg\cdot m^{2}}{A\cdot s^{3}}}} .}
Nazwa wolt pochodzi od nazwiska włoskiego badacza zjawisk elektrycznych Alessandra Volty.

## Przedrostki SI
Wielokrotności i podwielokrotności jednostki (wyróżniono najczęściej używane):
| Wielokrotności | Wielokrotności | Wielokrotności |         | Podwielokrotności | Podwielokrotności | Podwielokrotności |
| mnożnik        | nazwa          | symbol         | mnożnik | nazwa             | symbol            |                   |
| -------------- | -------------- | -------------- | ------- | ----------------- | ----------------- | ----------------- |
| 100            | wolt           | V              |         |                   |                   |                   |
| 101            | dekawolt       | daV            | 10−1    | decywolt          | dV                |                   |
| 102            | hektowolt      | hV             | 10−2    | centywolt         | cV                |                   |
| 103            | kilowolt       | kV             | 10−3    | miliwolt          | mV                |                   |
| 106            | megawolt       | MV             | 10−6    | mikrowolt         | µV                |                   |
| 109            | gigawolt       | GV             | 10−9    | nanowolt          | nV                |                   |
| 1012           | terawolt       | TV             | 10−12   | pikowolt          | pV                |                   |
| 1015           | petawolt       | PV             | 10−15   | femtowolt         | fV                |                   |
| 1018           | eksawolt       | EV             | 10−18   | attowolt          | aV                |                   |
| 1021           | zettawolt      | ZV             | 10−21   | zeptowolt         | zV                |                   |
| 1024           | jottawolt      | YV             | 10−24   | joktowolt         | yV                |                   |